# Calle Florida

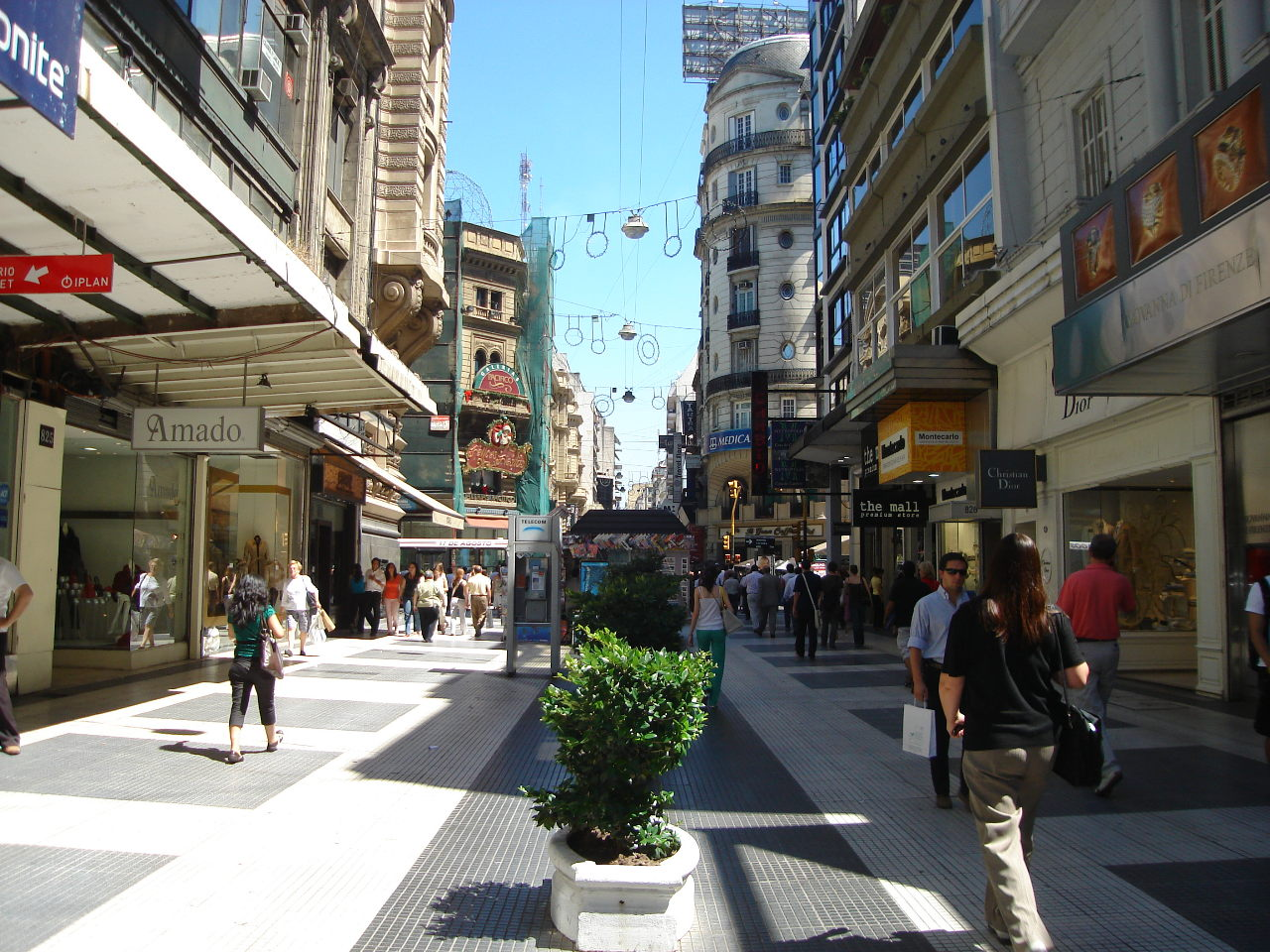
Calle Florida (2007)

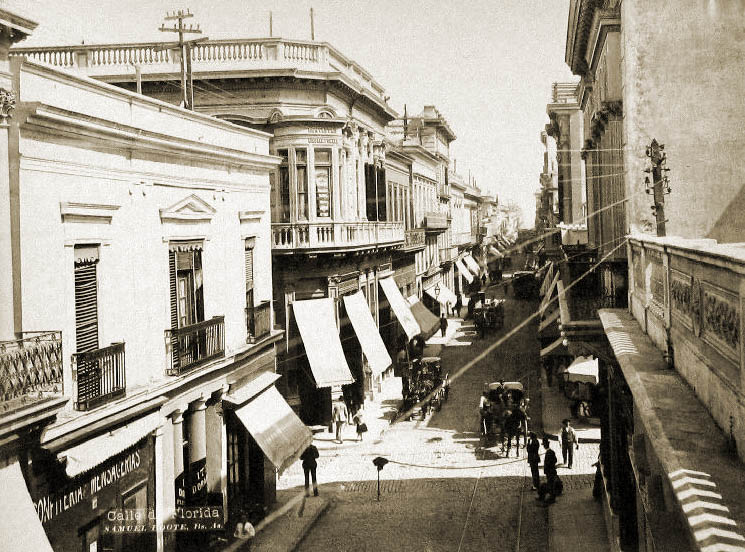
Calle Florida (um 1890)

Die Calle Florida (deutsch Florida-Straße) ist eine elegante Einkaufsstraße in der argentinischen Hauptstadt Buenos Aires. Teilstücke von ihr sind seit 1913 Fußgängerzone.

## Beschreibung
Die Calle Florida beginnt als Fortsetzung der Calle Perú an der Avenida Rivadavia, kreuzt die Calle Lavalle, die Straße der Kinos, und endet an der Plaza General San Martín im Stadtteil Retiro. Sie ist ca. 1000 Meter lang und verläuft in Nord-Süd-Richtung. Das Viertel San Telmo und das Geschäftszentrum San Nicolás sind von dort leicht zu erreichen.
Die Calle Florida ist eine der Hauptsehenswürdigkeiten für Touristen in Buenos Aires. Zahlreiche Einzelhandelsgeschäfte und Einkaufszentren bieten Lederwaren, Schmuck, Bücher und Souvenirs an. Seit der Argentinien-Krise sind vor allem für ausländische Besucher die Preise attraktiv geworden.
Von Montag bis Freitag ist die Straße populär bei den Berufstätigen aus dem nahe gelegenen Finanzviertel, die dort ihre Mittagspause verbringen oder Einkäufe nach Feierabend erledigen. Am Abend kann man dort Straßenkünstler beobachten, u. a. Tangotänzer und -sänger, „Lebende Statuen“ und Komödianten. 
Das bekannteste Gebäude an der Calle Florida ist das Einkaufszentrum Galerías Pacífico, das seinen Namen von dem im Gebäude ansässigen britischen Unternehmen Ferrocarril Buenos Aires al Pacífico hat. Dieses betrieb eine Eisenbahnlinie, die Argentinien mit Chile und dem Pazifischen Ozean verband. 
Die Galerie Di Tella auf der Calle Florida war in den 1960er und 1970er Jahren einer der Mittelpunkte der Pop-Art-Szene von Buenos Aires. Außerdem findet man in der Straße zahlreiche Restaurants, Cafés und Teesalons. Mit der Restaurierung von Puerto Madero in den 1990er Jahren und einer zunehmenden Kleinkriminalität verlor die Calle Florida jedoch an Attraktivität für abendliche Restaurantbesuche und andere Abendunterhaltungen.
Der Schriftsteller Jorge Luis Borges lebte zeitweilig in der Nachbarschaft der Calle Florida und spazierte gerne in den frühen Morgenstunden durch die verlassene Straße. Er war auch ein scharfer Kritiker der Umgestaltung der Straße in den 1970er Jahren. Da er damals bereits blind war, empfand er die Mülleimer, Blumenkübel und Zeitungskioske als ungewohnte Hindernisse. Er war in seiner Meinung auch beeinflusst vom ästhetischen Empfinden seiner Freunde, die die neue Gestaltung als Traditionsbruch sahen.

## Verkehrsanbindung
Die Straße ist am besten mit der U-Bahn zu erreichen. Fünf Linien haben Haltestellen in der Nähe der Calle Florida. Auch viele Buslinien in Richtung Stadtzentrum halten in der Umgebung. Der Bahnhof von Retiro, von dem Langstreckenbusse und drei größere Bahnlinien abfahren, befindet sich nahe dem nördlichen Ende der Calle Florida. Mit der Linie C der U-Bahn ist auch von der Calle Florida auch der Bahnhof Constitución zu erreichen.